# Badlands (banda)
Badlands foi uma banda de hard rock fundada por Jake E. Lee, Ray Gillen e Eric Singer em Los Angeles.

## Formação
Após a turnê do disco Ultimate Sin,com Ozzy Osbourne, Lee decidiu sair da banda de Ozzy e trabalhar em um novo projeto. Lee estava a procura de um front man de primeira. Ele encontrou Ray Gillen, que ficou por pouco tempo no Black Sabbath e que acabava de sair de um sucedido projeto chamado Phenomena. Após semanas, eles chamam Greg Chaisson no baixo e um amigo de Gillen que tocou com ele no Black Sabbath: Eric Singer, na bateria. Estava aí o Badlands formado.

## Badlands
A banda lança o disco Badlands em junho de 1989, com criticas muito boas. A banda grava os clips das músicas "Dreams in the Dark" e "Winter's Call", e ambas conseguiram destaque na MTV. Isso impulsionou o álbum a alcançar n.º 57 na Billboard.

## Voodoo Highway
Eric Singer então sai, indo para o Kiss, substituir o falecido baterista Eric Carr. O Badlands então chamou Jeff Martin(Surgical Steel e Racer X) para assumir a bateria, e a banda lança o álbum Voodoo Highway em 1991, que não obteve o mesmo êxito do primeiro e contendo críticas muito ruins. Durante o processo de gravação, Lee acusou Gillen de querer levar a banda para uma direção mais comercial. Entretanto, eles terminaram a turnê no Reino Unido.

## A morte de Gillen
Após ter completado a turne no Reino Unido, Gillen foi demitido da banda. Lee insistiu a imprensa de que a banda continuaria com John West. Entretanto a Atlantic Records renovou o contrato com a banda. Gillen então apareceu com a banda solo de George Lynch no álbum Sacred Groove. Após isso, ele formou a banda Sun Red Sun, com o guitarrista Al Romano, o baixista Mike Starr (Alice in Chains) e o baterista Bobby Rondinelli. Mas o grupo se desligou, Gillen foi diagnosticado com o vírus HIV. Em 3 de Dezembro de 1993, ele morreu na sua casa em Nova Jersey devido a complicações com AIDS. Cinco anos depois, a banda lançou o CD Dusk, mas não fizeram turnê.

## Discografia
- Badlands (Atlantic Records, 1989)
- One Night in Boston (1990)
- Voodoo Highway (Atlantic Records, 1991)
- Dusk (Pony Canyon, 1998)